# Piedimonte Etneo
Piedimonte Etneo település Olaszországban, Szicília régióban, Catania megyében. Lakosainak száma 3898 fő (2023. január 1.). Piedimonte Etneo Calatabiano, Fiumefreddo di Sicilia, Linguaglossa, Sant’Alfio, Castiglione di Sicilia és Mascali községekkel határos.

## Népesség
A település lakossága az elmúlt években az alábbi módon változott:
| Lakosok száma | 3951 | 3966 | 3898 |
|               | 2017 | 2018 | 2023 |